# Crociata decennale
La Crociata decennale, (1953-1963), fu un piano mondiale lanciato da Shoghi Effendi, il Custode della religione bahá'í fondata da Bahá'u'lláh, per facilitarne e organizzarne la diffusione.
Shoghi Effendi lanciò un forte appello a tutti i bahá'í, soprattutto persiani e americani, affinché, come pionieri, si disperdessero nel mondo per diffondere la Fede bahá'í e svilupparne e organizzarne le comunità.
L'obiettivo, che comportò un enorme sforzo organizzativo, fu congeniale all'insegnamento e al consolidamento della religione. Il piano culminò nel 1963 con la prevista e prima elezione della Casa universale di giustizia, la suprema istituzione della religione bahá'í.
I quattro principali obiettivi furono:
1. lo sviluppo delle istituzioni del Centro mondiale bahai;
2. il consolidamento della fede nei dodici paesi in cui si era già stabilita;
3. il rafforzamento della fede negli altri paesi dove ne era già iniziata la diffusione
4. la diffusione degli insegnamenti della fede in tutti gli altri paesi non ancora toccati dalla essa.

Ai pionieri della Crociata decennale che aprirono nuovi territori alla Fede bahai fu dato il titolo di Cavalieri di Bahá'u'lláh.

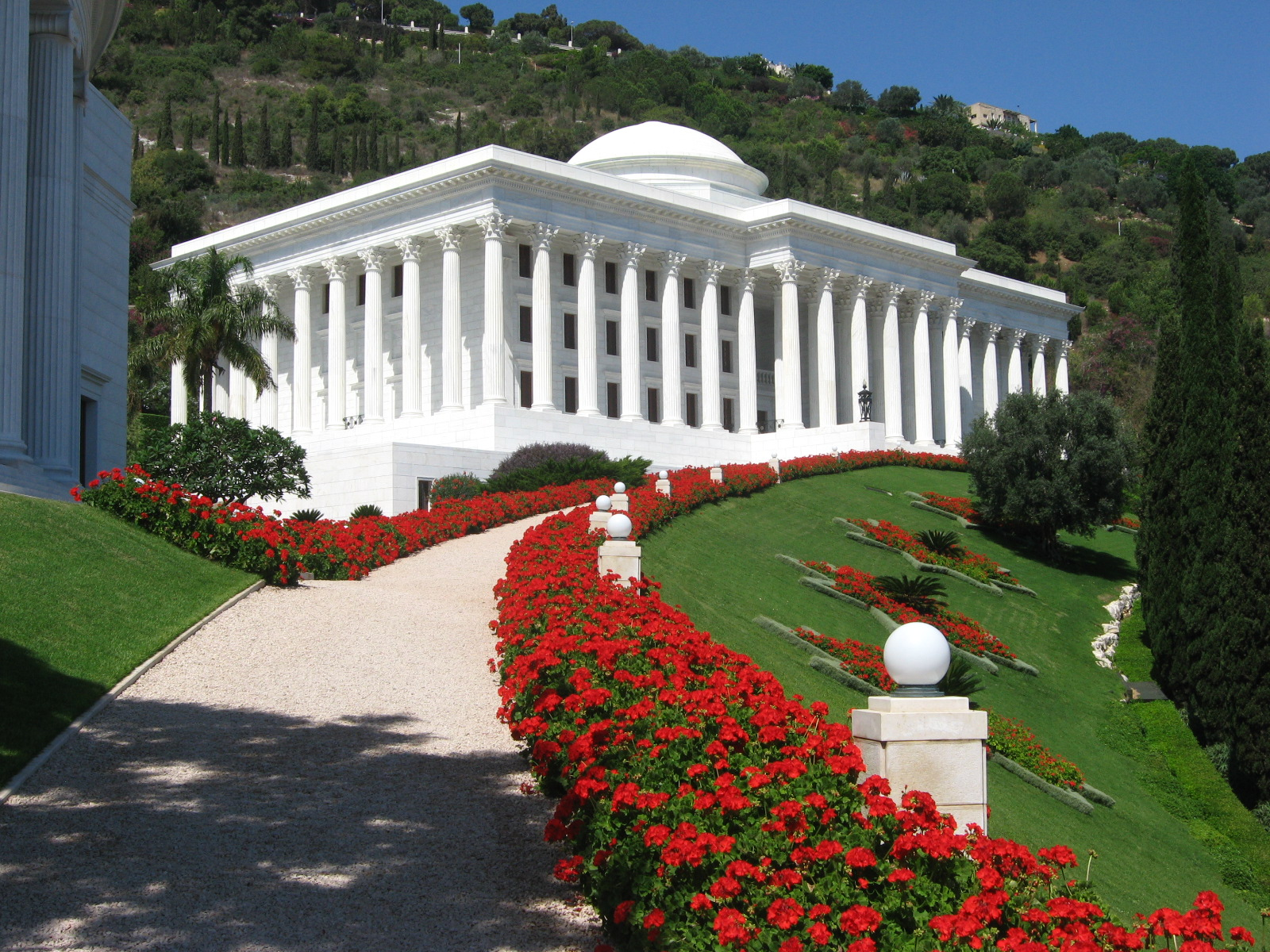
Casa universale di giustizia Bahai, Haifa

Prima che il piano fosse completato, Shoghi Effendi morì, nel 1957, e le Mani della Causa continuarono la Crociata decennale seguendo le istruzioni di Shoghi Effendi fino all'istituzione elettiva, il 21 aprile 1963, della Casa universale di giustizia.
La Casa universale di giustizia annunciò nei suoi primi messaggi che sarebbero stati nel tempo lanciati altri piani pluriennali diretti allo sviluppo della Fede bahá'í.
La Casa universale di Giustizia fece il bilancio dei risultati della Crociata decennale che furono particolarmente fecondi, grazie allo spirito di generosità della comunità e al formidabile sacrificio dei pionieri bahá'í. Il numero delle Assemblee Spirituali Nazionali passò da 12 a 56 e quelle Locali aumentarono di almeno 600 unità, specialmente in Iran, Europa e America del Nord, arrivando a essere circa 4600 in tutto il mondo.